# Pittosporum gatopense
Espèce
Statut de conservation UICN

 CR C2a(i,ii) : 
En danger critique
Pittosporum gatopense est une espèce de plante à fleurs de la famille des Pittosporaceae endémique de Nouvelle-Calédonie. 

## Répartition
Elle est endémique de la côte Ouest de Grande Terre en Nouvelle-Calédonie.